# Lista monumentelor istorice din județul Cluj - V

Simbol utilizat pentru monumentele istorice

Lista monumentelor istorice din județul Cluj - V cuprinde monumentele istorice înscrise în Patrimoniul cultural național al României și aflate în localități din județul Cluj al căror nume începe cu litera V. 
Lista completă este menținută și actualizată periodic de către Ministerul Culturii, Cultelor și Patrimoniului Național din România, prin intermediul Institutului Național al Patrimoniului, ultima versiune datând din 2015. Această listă cuprinde și actualizările ulterioare, realizate prin ordin al ministrului culturii.
Puteți căuta un monument din județul Cluj folosind formularul de mai jos sau puteți naviga prin toate monumentele din județ la lista monumentelor istorice din județul Cluj.
| Cod LMI                              | Denumire                                                                       | Localitate                         | Localizare                                                                                           | Datare, Creatori                                           | Imagine               | Erori             |
| ------------------------------------ | ------------------------------------------------------------------------------ | ---------------------------------- | --- | ---------------------------------------------------------- | --------------------- | ----------------- |
| CJ-I-s-B-07222 (RAN: 59951.01)       | Așezare                                                                        | sat Vad; comuna Vad                | „Cetățuia” 47.2063°N 23.74575°E                                                                      | Neolitic                                                   | Încarcă foto \| video | Raportează eroare |
| CJ-I-s-B-07223 (RAN: 59951.02)       | Așezare                                                                        | sat Vad; comuna Vad                | „Fântâna Vlădichii” 47.20991°N 23.73235°E                                                            | Epoca bronzului                                            | Încarcă foto \| video | Raportează eroare |
| CJ-I-s-A-07224 (RAN: 59032.02)       | Exploatare de sare (salină)                                                    | sat Valea Florilor; comuna Ploscoș | 46.66573°N 23.86045°E                                                                                | Latène                                                     | Încarcă foto \| video | Raportează eroare |
| CJ-I-s-A-07225 (RAN: 59032.01)       | Situl arheologic de la Valea Florilor, punct „La nord de sat”                  | sat Valea Florilor; comuna Ploscoș | La N de sat 46.67149°N 23.8504°E                                                                     |                                                            | Încarcă foto \| video | Raportează eroare |
| CJ-I-m-A-07225.01 (RAN: 59032.01.01) | Așezare                                                                        | sat Valea Florilor; comuna Ploscoș | La N de sat 46.67149°N 23.8504°E                                                                     | Hallstatt                                                  | Încarcă foto \| video | Raportează eroare |
| CJ-I-m-A-07225.02 (RAN: 59032.01.02) | Tumuli                                                                         | sat Valea Florilor; comuna Ploscoș | La N de sat 46.67149°N 23.8504°E                                                                     | Preistorie                                                 | Încarcă foto \| video | Raportează eroare |
| CJ-I-s-B-07226 (RAN: 56416.01)       | Așezare                                                                        | sat Văleni; comuna Căianu          | „Mătălăul Mare”                                                                                      | Perioada de tranziție la epoca bronzului, Cultura Coțofeni | Încarcă foto \| video | Raportează eroare |
| CJ-I-s-B-07227 (RAN: 57635.01)       | Tumuli                                                                         | sat Vâlcele; comuna Feleacu        | „La Vâlcea”, „La popas” 46.66649°N 23.6368°E                                                         | Preistorie                                                 | Încarcă foto \| video | Raportează eroare |
| CJ-I-s-B-07228 (RAN: 57635.02)       | Așezare                                                                        | sat Vâlcele; comuna Feleacu        | „Săliște” 46.69972°N 23.66439°E                                                                      | Epoca romană                                               | Încarcă foto \| video | Raportează eroare |
| CJ-I-s-A-07229 (RAN: 57216.01)       | Turnuri de supraveghere a limesului                                            | sat Vânători; comuna Ciucea        | „Greben”, „Cociun”, „Dosul Turcului”, „Comoara”, „Vlăsiu”, „Gornea”, „Măgașul” 46.94478°N 22.89711°E | Epoca romană                                               | Încarcă foto \| video | Raportează eroare |
| CJ-I-s-B-07230 (RAN: 57074.01)       | Situl arheologic de la Vechea, punct „Valea Puturoasă”                         | sat Vechea; comuna Chinteni        | „Valea Puturoasă”                                                                                    | Latène                                                     | Încarcă foto \| video | Raportează eroare |
| CJ-I-m-B-07230.02 (RAN: 57074.01.02) | Necropolă                                                                      | sat Vechea; comuna Chinteni        | „Valea Puturoasă” 46.91045°N 23.51874°E                                                              | Latène                                                     | Încarcă foto \| video | Raportează eroare |
| CJ-I-s-B-07231 (RAN: 57074.02)       | Așezare                                                                        | sat Vechea; comuna Chinteni        | „Islaz”                                                                                              | Epoca bronzului                                            | Încarcă foto \| video | Raportează eroare |
| CJ-I-m-B-07230.01 (RAN: 57074.01.01) | Așezare                                                                        | sat Vechea; comuna Chinteni        | „Valea Puturoasă” 46.91045°N 23.51874°E                                                              | Latène                                                     | Încarcă foto \| video | Raportează eroare |
| CJ-I-s-B-07232 (RAN: 60071.01)       | Situl arheologic de la Viișoara, punct „Dealul Bărbos”                         | sat Viișoara; comuna Viișoara      | „Dealul Bărbos”                                                                                      |                                                            | Încarcă foto \| video | Raportează eroare |
| CJ-I-m-B-07232.01 (RAN: 60071.01.02) | Așezare                                                                        | sat Viișoara; comuna Viișoara      | „Dealul Bărbos” 46.58083°N 23.91614°E                                                                | Epoca romană                                               | Încarcă foto \| video | Raportează eroare |
| CJ-I-m-B-07232.02 (RAN: 60071.01.01) | Așezare                                                                        | sat Viișoara; comuna Viișoara      | „Dealul Bărbos” 46.58083°N 23.91614°E                                                                | Epoca bronzului                                            | Încarcă foto \| video | Raportează eroare |
| CJ-I-s-B-07233 (RAN: 60071.02)       | Așezare                                                                        | sat Viișoara; comuna Viișoara      | „cărămida”, „dealul Bătrân”                                                                          | Epoca romană                                               | Încarcă foto \| video | Raportează eroare |
| CJ-I-s-B-07234 (RAN: 60071.03)       | Situl arheologic de la Viișoara, punct „Vatra satului”                         | sat Viișoara; comuna Viișoara      | Vatra satului                                                                                        |                                                            | Încarcă foto \| video | Raportează eroare |
| CJ-I-m-B-07234.01 (RAN: 60071.03.01) | Așezare                                                                        | sat Viișoara; comuna Viișoara      | Vatra satului 46.55503°N 23.90349°E                                                                  | Eneolitic                                                  | Încarcă foto \| video | Raportează eroare |
| CJ-I-m-B-07234.02 (RAN: 60071.03.02) | Așezare                                                                        | sat Viișoara; comuna Viișoara      | Vatra satului 46.55503°N 23.90349°E                                                                  | Neolitic                                                   | Încarcă foto \| video | Raportează eroare |
| CJ-I-s-A-07235 (RAN: 57984.01)       | Situl arheologic de la Viștea, punct „Cărbunari”, „Cotior”                     | sat Viștea; comuna Gârbău          | „Cărbunari”, „Cotior”                                                                                |                                                            | Încarcă foto \| video | Raportează eroare |
| CJ-I-m-A-07235.01 (RAN: 57984.01.02) | Așezare                                                                        | sat Viștea; comuna Gârbău          | „Cărbunari”, „Cotior” 46.78648°N 23.39305°E                                                          | Eneolitic                                                  | Încarcă foto \| video | Raportează eroare |
| CJ-I-m-A-07235.02 (RAN: 57984.01.01) | Așezare                                                                        | sat Viștea; comuna Gârbău          | „Cărbunari”, „Cotior” 46.78648°N 23.39305°E                                                          | Neolitic                                                   | Încarcă foto \| video | Raportează eroare |
| CJ-I-s-B-07236 (RAN: 57984.02)       | Situl arheologic de la Viștea, punct „Ghercea”, „Răchita”, „Râul Mic”, „Spini” | sat Viștea; comuna Gârbău          | „Ghercea”, „Răchita”, „Râul Mic”, „Spini” 46.81514°N 23.4245°E                                       |                                                            | Încarcă foto \| video | Raportează eroare |
| CJ-I-m-B-07236.01 (RAN: 57984.02.03) | Așezare                                                                        | sat Viștea; comuna Gârbău          | „Ghercea”, „Răchita”, „Râul Mic”, „Spini” 46.81514°N 23.4245°E                                       | Hallstatt                                                  | Încarcă foto \| video | Raportează eroare |
| CJ-I-m-B-07236.02 (RAN: 57984.02.02) | Așezare                                                                        | sat Viștea; comuna Gârbău          | „Ghercea”, „Răchita”, „Râul Mic”, „Spini” 46.81514°N 23.4245°E                                       | Epoca bronzului                                            | Încarcă foto \| video | Raportează eroare |
| CJ-I-m-B-07236.03 (RAN: 57984.02.01) | Așezare                                                                        | sat Viștea; comuna Gârbău          | „Ghercea”, „Răchita”, „Râul Mic”, „Spini” 46.81514°N 23.4245°E                                       | Neolitic                                                   | Încarcă foto \| video | Raportează eroare |
| CJ-I-s-B-07237 (RAN: 57984.03)       | Situl arheologic de la Viștea, punct „Palută”                                  | sat Viștea; comuna Gârbău          | „Palută”, „Fântâna cu butoi”                                                                         |                                                            | Încarcă foto \| video | Raportează eroare |
| CJ-I-m-B-07237.01 (RAN: 57984.03.04) | Villa rustica                                                                  | sat Viștea; comuna Gârbău          | „Palută”, „Fântâna cu butoi” 46.81567°N 23.42266°E                                                   | sec. II-III p. Chr.                                        | Încarcă foto \| video | Raportează eroare |
| CJ-I-m-B-07237.02 (RAN: 57984.03.03) | Așezare                                                                        | sat Viștea; comuna Gârbău          | „Palută”, „Fântâna cu butoi” 46.81567°N 23.42266°E                                                   | Hallstatt                                                  | Încarcă foto \| video | Raportează eroare |
| CJ-I-m-B-07237.03 (RAN: 57984.03.02) | Așezare                                                                        | sat Viștea; comuna Gârbău          | „Palută”, „Fântâna cu butoi” 46.81567°N 23.42266°E                                                   | Epoca bronzului                                            | Încarcă foto \| video | Raportează eroare |
| CJ-I-m-B-07237.04 (RAN: 57984.03.01) | Așezare                                                                        | sat Viștea; comuna Gârbău          | „Palută”, „Fântâna cu butoi” 46.81567°N 23.42266°E                                                   | Neolitic, Cultura Petrești                                 | Încarcă foto \| video | Raportează eroare |
| CJ-I-s-A-07238 (RAN: 57984.04)       | Așezare                                                                        | sat Viștea; comuna Gârbău          | „Arvas”, „Stejarul popii”, „Ciup” 46.81438°N 23.38063°E                                              | Perioada de tranziție la epoca bronzului, Cultura Coțofeni | Încarcă foto \| video | Raportează eroare |
| CJ-I-s-A-07239 (RAN: 59407.01)       | Așezare                                                                        | sat Vlaha; comuna Săvădisla        | Terasa de la V de pârâul Racoș 46.6953°N 23.4507°E                                                   | Preistorie                                                 | Încarcă foto \| video | Raportează eroare |
| CJ-II-m-A-07805 (RAN: 59951.03)      | Biserica „Adormirea Maicii Domnului” a mănăstirii Vadului                      | sat Vad; comuna Vad                | 98 47.21911°N 23.74183°E                                                                             | sec. XV                                                    | Alte imagini          | Raportează eroare |
| CJ-II-m-B-07806 (RAN: 56407.01)      | Biserica reformată                                                             | sat Vaida-Cămăraș; comuna Căianu   | 134 46.8274°N 23.94389°E                                                                             | sec. XVII                                                  |                       | Raportează eroare |
| CJ-II-m-B-07807 (RAN: 56513.01)      | Biserica reformată                                                             | sat Văleni; comuna Călățele        | 189                                                                                                  | sec. XII - XV                                              | Alte imagini          | Raportează eroare |
| CJ-II-m-B-07808 (RAN: 57074.03)      | Biserica de lemn „Adormirea Maicii Domnului”                                   | sat Vechea; comuna Chinteni        | 46.8953°N 23.50589°E                                                                                 | 1726                                                       | Alte imagini          | Raportează eroare |
| CJ-II-m-B-07809 (RAN: 60071.04)      | Biserica reformată                                                             | sat Viișoara; comuna Viișoara      | 620                                                                                                  | sec. XVIII                                                 | Alte imagini          | Raportează eroare |
| CJ-II-m-B-07810 (RAN: 59318.01)      | Biserica de lemn                                                               | sat Vișagu; comuna Săcuieu         | 111                                                                                                  | 1800                                                       | Alte imagini          | Raportează eroare |
| CJ-II-a-B-07811                      | Ansamblul bisericii reformate                                                  | sat Viștea; comuna Gârbău          | 179 46.80233°N 23.40117°E                                                                            | sec. XVI                                                   |                       | Raportează eroare |
| CJ-II-m-B-07811.01                   | Biserica reformată                                                             | sat Viștea; comuna Gârbău          | 179                                                                                                  | sec. XVI                                                   |                       | Raportează eroare |
| CJ-II-m-B-07811.02                   | Clopotnița bisericii reformate                                                 | sat Viștea; comuna Gârbău          | 179                                                                                                  | sec. XIX                                                   |                       | Raportează eroare |
| CJ-II-m-B-07812 (RAN: 59407.03)      | Biserica romano-catolică                                                       | sat Vlaha; comuna Săvădisla        | 46                                                                                                   | sec. XIV                                                   | Alte imagini          | Raportează eroare |